# Loepa oberthuri
Loepa oberthuri är en fjärilsart som beskrevs av John Henry Leech 1890. Loepa oberthuri ingår i släktet Loepa och familjen påfågelsspinnare. Inga underarter finns listade i Catalogue of Life.